# Cmentarz Żółkiewski we Lwowie
Cmentarz Żółkiewski we Lwowie, zwany Paparówką – dawny cmentarz we Lwowie, w dawnej Dzielnicy III Przedmieście Żółkiewskie, powstał pod koniec XVIII wieku u podnóża Wysokiego Zamku i został zamknięty w 1856 roku. Według tradycji w miejscu tym grzebano ofiary epidemii już w XVI wieku.
W drugiej połowie XIX wieku, po zamknięciu cmentarza, na części jego terenu wybudowano dworzec kolejowy Podzamcze.